# 충칭 항공
충칭 항공(중국어: 重庆航空, 영어: Chongqing Airlines)은 중화인민공화국 충칭 시에 기반을 둔 항공사로 중국남방항공의 자회사이다. 충칭 항공은 주로 중국 본토의 국내선을 운항하는 지역 항공사이다.

## 역사
충칭 항공은 중국남방항공 60%, 충칭 개발투자사 40%의 지분을 바탕으로 2007년 6월 16일 공식 창립되었으며 2007년 7월 4일 중국민용항공총국으로부터 항공운송사업면허를 취득하여 공식적 운항을 개시하였다. 충칭 항공은 중국남방항공의 자회사인 특성 상, 기재를 모기업으로부터 인수받아 사용하고 있다.

## 운항 노선
- 2018년 1월 현재 충칭 항공은 다음과 같은 노선을 취항하고 있다.

## 보유 기종
- 2020년 1월 현재 충칭 항공은 다음과 같은 기종을 보유하고 있으며 평균 기령은 9.5년이다.[1]

## 사진

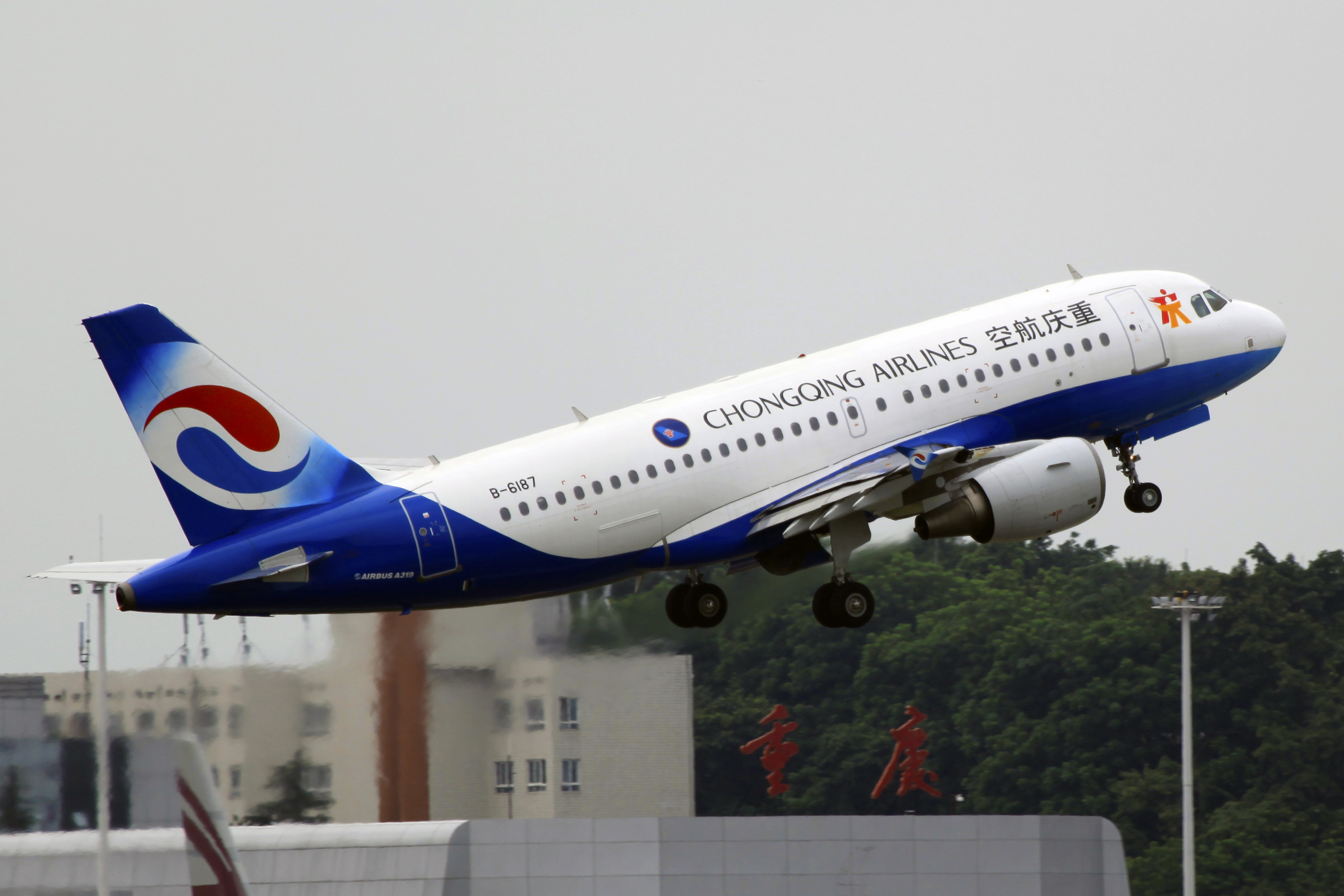
충칭 항공의 에어버스 A319-100
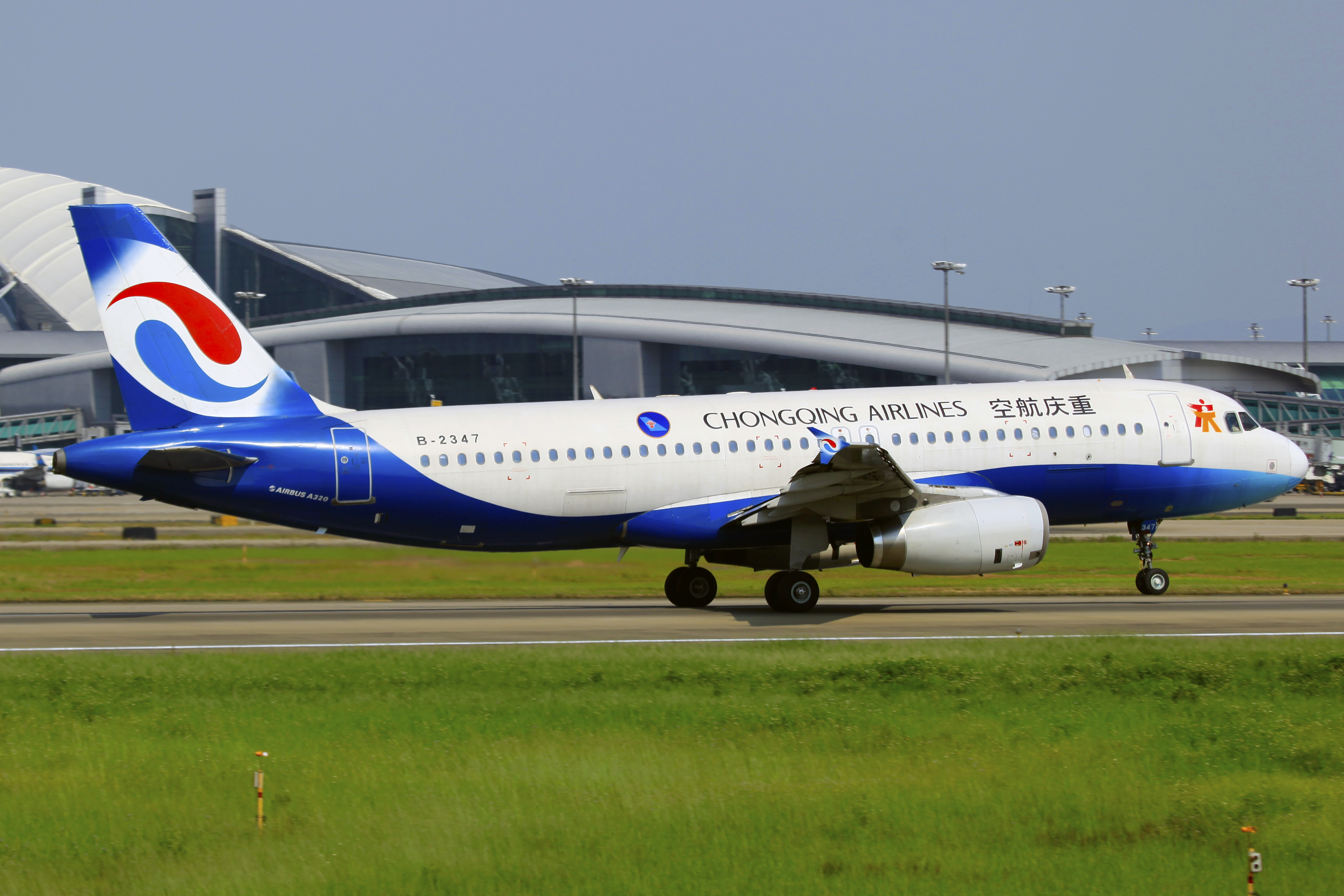
충칭 항공의 에어버스 A320-200
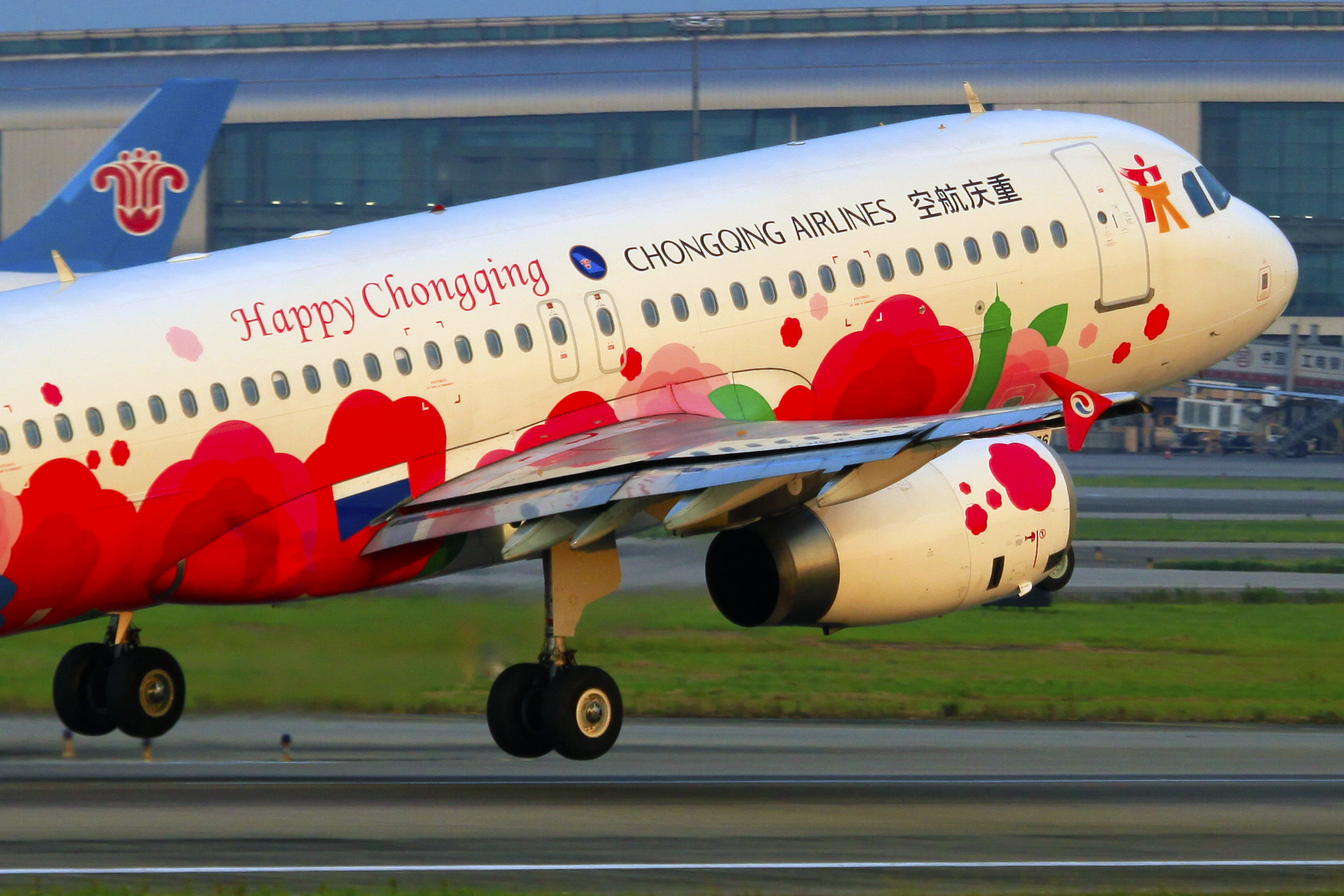
Happy Chongqing 특별도장을 적용한 충칭 항공의 에어버스 A320-200